# 米爾內 (日梅林卡區)
49°1′56″N 27°41′30″E / 49.03222°N 27.69167°E
米爾內（烏克蘭語：Мирне），是位於烏克蘭西部的村莊，由文尼察州日梅林卡區的巴爾市鎮負責管轄。該村面積7.46平方公里，海拔高度348米，2001年人口384，人口密度每平方公里51.48人。